# 4113 Rascana
4113 Rascana este un asteroid din centura principală, descoperit pe 18 ianuarie 1982 de Edward Bowell.